# Communauté de communes du Sartenais-Valinco-Taravo
La communauté de communes du Sartenais-Valinco-Taravo, est une intercommunalité à fiscalité propre française située dans le département de la Corse-du-Sud et la collectivité de Corse.

## Histoire
La communauté de communes du Sartenais-Valinco, créée par arrêté préfectoral le 17 novembre 2005, se compose à l’origine des communes d’Arbellara, de Belvédère-Campomoro, de Bilia, de Foce, de Fozzano, de Giuncheto, de Granace, de Grossa, d’Olmeto, de Propriano, de Santa-Maria-Figaniella, de Sartène et de Viggianello.
Par un arrêté préfectoral du 25 octobre 2016 avec effet au 1er janvier 2017, la communauté de communes s’étend à Argiusta-Moriccio, Casalabriva, Moca-Croce, Petreto-Bicchisano et Sollacaro, issues de la communauté de communes du Taravu.
Une délibération du conseil communautaire du 10 juillet 2017 adopte de nouveaux statuts et une nouvelle dénomination, celle de communauté de communes du Sartenais-Valinco-Taravo.

## Composition
La communauté de communes est composée des 18 communes suivantes :

| Nom                    | Code Insee | Gentilé                 | Superficie (km2) | Population (dernière pop. légale) | Densité (hab./km2) |
| ---------------------- | ---------- | ----------------------- | ---------------- | --------------------------------- | ------------------ |
| Propriano (siège)      | 2A249      | Proprianais             | 18,73            | 3 864 (2022)                      | 206                |
| Arbellara              | 2A018      | Arbellarais             | 11,29            | 153 (2022)                        | 14                 |
| Argiusta-Moriccio      | 2A021      |                         | 10,3             | 75 (2022)                         | 7,3                |
| Belvédère-Campomoro    | 2A035      | Belvederais-Campomorais | 26,37            | 195 (2022)                        | 7,4                |
| Bilia                  | 2A038      |                         | 7,43             | 53 (2022)                         | 7,1                |
| Casalabriva            | 2A071      | Casalabrivais           | 15,92            | 229 (2022)                        | 14                 |
| Foce                   | 2A115      |                         | 20,75            | 152 (2022)                        | 7,3                |
| Fozzano                | 2A118      | Fozzanais               | 19,59            | 207 (2022)                        | 11                 |
| Giuncheto              | 2A127      |                         | 7,61             | 101 (2022)                        | 13                 |
| Granace                | 2A128      | Granacinchi             | 4,08             | 92 (2022)                         | 23                 |
| Grossa                 | 2A129      | Grossitains             | 18,36            | 73 (2022)                         | 4                  |
| Moca-Croce             | 2A160      |                         | 27,75            | 234 (2022)                        | 8,4                |
| Olmeto                 | 2A189      |                         | 43,82            | 1 265 (2022)                      | 29                 |
| Petreto-Bicchisano     | 2A211      |                         | 39,27            | 570 (2022)                        | 15                 |
| Santa-Maria-Figaniella | 2A310      |                         | 13,09            | 83 (2022)                         | 6,3                |
| Sartène                | 2A272      | Sarténais               | 200,4            | 3 732 (2022)                      | 19                 |
| Sollacaro              | 2A284      | Sollacarais             | 23,89            | 383 (2022)                        | 16                 |
| Viggianello            | 2A349      |                         | 17,03            | 890 (2022)                        | 52                 |

## Identité visuelle
La communauté de communes se dote d’un nouveau logotype à compter du 11 juillet 2017.

Logotype (2005-2017).
Logotype (depuis juillet 2017).